# ГАЗ-3307
ГАЗ-3307 і ГАЗ-3309 — сімейство російських средньотонажних вантажних автомобілів четвертого покоління виробництва Горьковського автозаводу. Бортова карбюраторна вантажівка ГАЗ-3307 випускається серійно з кінця 1989 року, а турбодизельна вантажівка ГАЗ-3309 — з середини 1994 року. ГАЗ-3307 прийшов на зміну сімейству третього покоління ГАЗ-52/53, яке повністю витіснив з конвеєра до початку 1993 року. Вантажні автомобілі ГАЗ-3307 і ГАЗ-3309 вантажопідйомністю 4,5 т призначені для експлуатації по всіх видах доріг з твердим покриттям і характеризуються високими техніко-експлуатаційними показниками. У четверте сімейство вантажівок ГАЗ також входили 5-тонна дизельна вантажівка ГАЗ-4301 (1984—1994) і 3-тонна дизельна вантажівка ГАЗ-3306 (1993—1995). C 1999 року випускається 2-х і 2,3-тонний вантажний автомобіль підвищеної прохідності ГАЗ-3308 «Садко» (4х4), а з 2005 року 4-тонний вантажний автомобіль підвищеної прохідності ГАЗ-33086 «Земляк».

## Історія створення і розвитку четвертого покоління автомобілів ГАЗ (4х2)

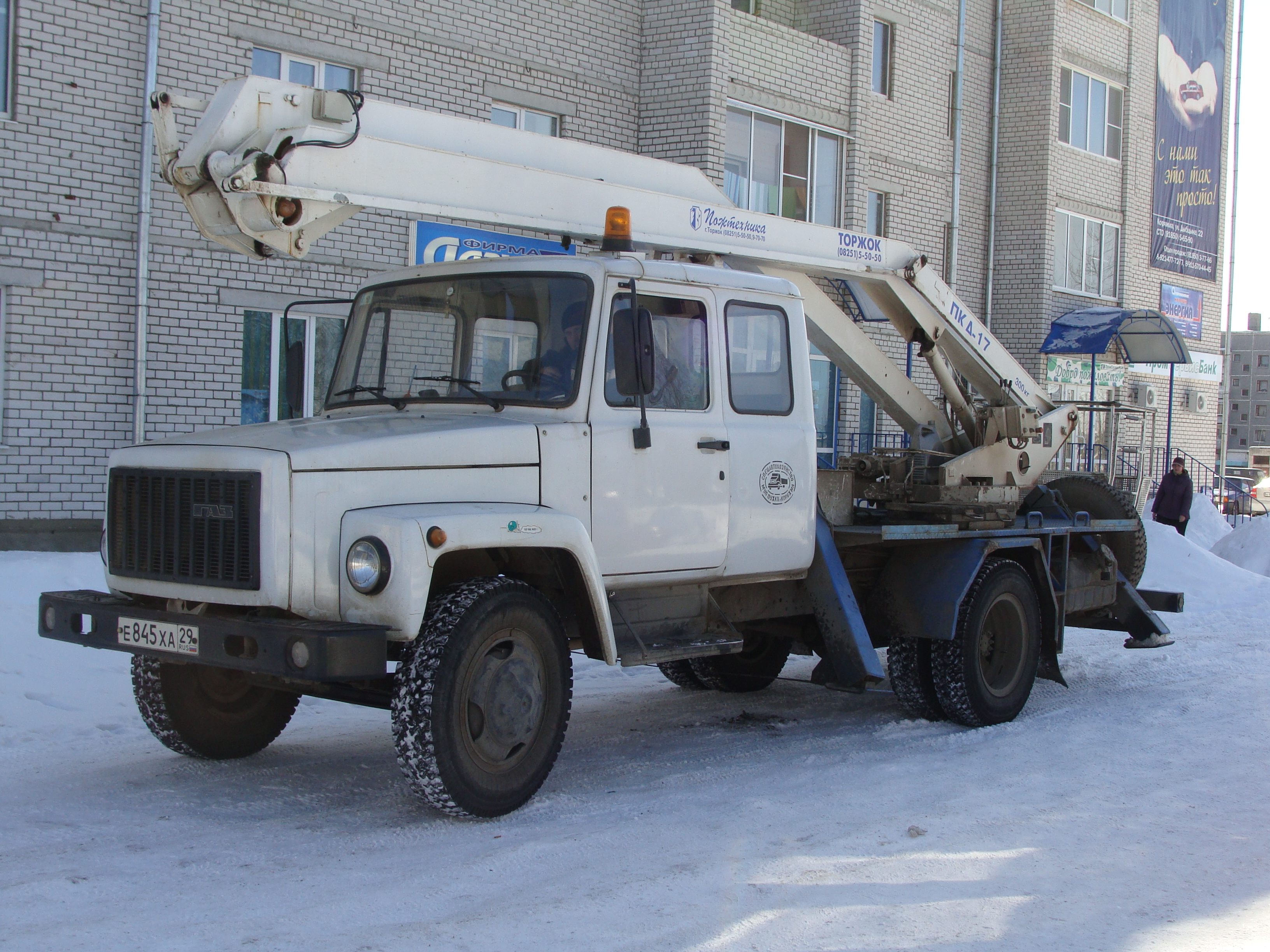
ГАЗ-33092 з довгою кабіною

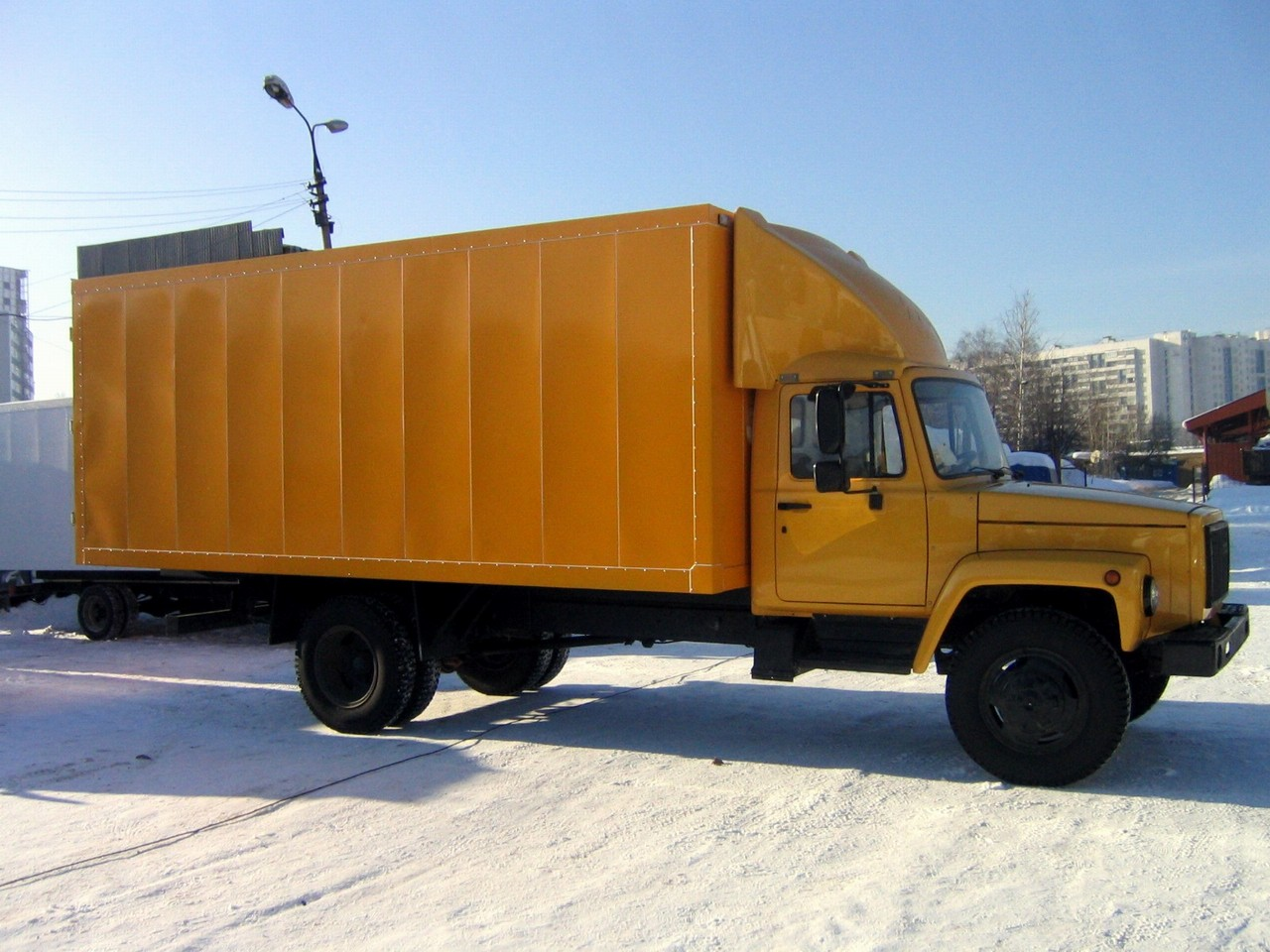
ГАЗ-33091

ГАЗ-3307 - четверте покоління вантажівок ГАЗ, На початку 80-х при розробці конструкції вантажного автомобіля ГАЗ-3307 та інших моделей четвертого покоління передбачалася широка уніфікація по вузлів і агрегатів автомобілів діючого виробництва (шасі і карбюраторна силова установка, по суті, перейшли від моделі ГАЗ-53-12), що дозволило здешевити автомобілі та одночасно полегшило їх технічне обслуговування, ремонт і експлуатацію. Автомобіль отримав більше простору сучасну двомісну кабіну, обладнану ефективною системою вентиляції та опалення, вперше застосовану на експериментальному вантажівці ГАЗ-4301 в 1984 році. У конструкцію рульового управління на відміну від попередників, вперше, входить гідропідсилювач керма (ГПК).
Серійне виробництво 4,5-тонної вантажівки ГАЗ-3307 (4х2) з карбюраторним двигуном ЗМЗ-511 потужністю 125 к.с. почалося в кінці 1989.
У 1992 році на ГАЗі було розгорнуто серійне виробництво 5-тонної вантажівки ГАЗ-4301 з 6-циліндровим дизелем повітряного охолодження ГАЗ-542 потужністю 125 к.с., що випускався за ліцензією німецької фірми Deutz, а також сільськогосподарського самоскида ГАЗ- САЗ-4509 на його шасі для роботи у складі 8,6-тонного самосвального автопоїзда ГАЗ-6008 (самоскид ГАЗ-4509 + причіп ГКБ-8536). При значних конструктивних відмінностях, наприклад, колеса у моделей 3307 і 4301 невзаємозамінні, зовні автомобілі практично ідентичні. Виробництво ГАЗ-4301 тривало до 1994 року. Всього вироблено 28 158 вантажівок сімейства ГАЗ-4301.
У 1993 році освоєно випуск заміни моделі ГАЗ-52 — 3-тонну вантажівку ГАЗ-3306 з 4-циліндровим дизелем повітряного охолодження ГАЗ-544 потужністю 85 к.с. За деякими даними обмеженою серією була випущена 2,5-тонна модифікація 33061 з карбюраторним двигуном від ГАЗ-52. Виробництво тритонки ГАЗ-3306 (переважно у виконанні «Вантажне таксі») тривало до 1995 року.

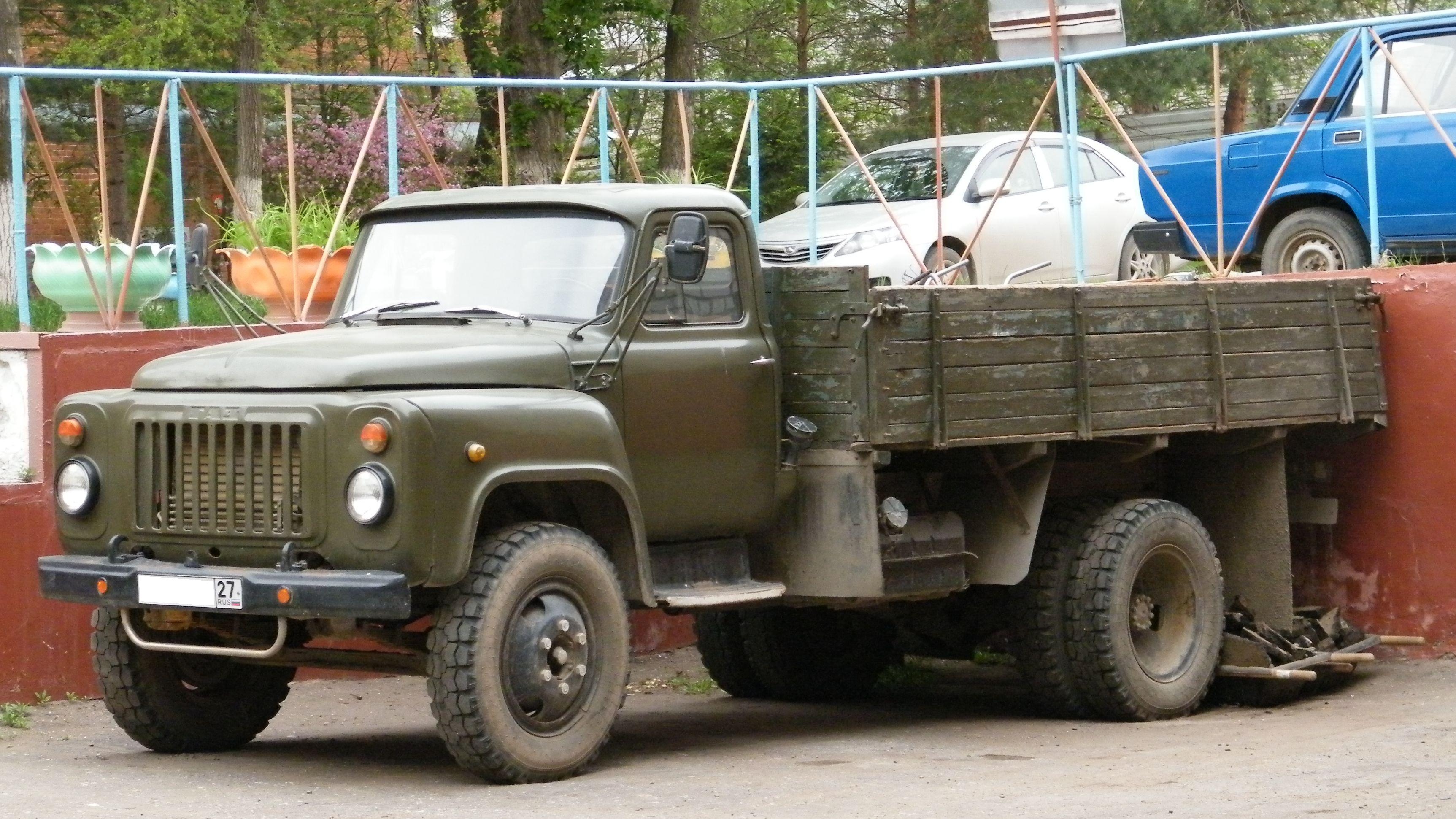
ГАЗ-53, попередник ГАЗ-3307

У 1994 році з освоєнням на ГАЗі випуску чотирициліндрового турбодизеля повітряного охолодження ГАЗ-5441 потужністю 115 к.с. з'явилася модель ГАЗ-3309 вантажопідйомністю 4,5 т, повністю уніфікована по ходовій частині і кабіні з ГАЗ-3307 (зовні відрізняється тільки трубою воздухозаборника двигуна з правого боку кабіни). До середини 1996 року вона повністю витіснила з конвеєра карбюраторний вантажівка 3307. У середині 1997 року власне виробництво дизельних «воздушником» на ГАЗі було визнано економічно недоцільним, внаслідок чого випуск моделі 3309 був припинений до кінця 2001 року, а у виробництві була відновлена карбюраторна 4,5-тонка ГАЗ-3307. Надалі ГАЗ переорієнтувався на закупівлю білоруських дизелів ММЗ Д-245.7 (аналогічний турбодизель водяного охолодження встановлюється на ЗІЛ-5301 «Бичок») Мінського моторного заводу (ММЗ), які почали встановлювати на відновлену у виробництві модель 3309.
З 1999 року в рамках 4-го сімейства вантажівок ГАЗ серійно виробляється повнопривідний двовісний (4х4) автомобіль ГАЗ-3308 «Садко» в армійській (вантажопідйомність 2 т) і цивільної (2,3 т) версіях.
З 2006 року на ГАЗ-3307, ГАЗ-3309 і ГАЗ-3308 встановлюють бензинові та дизельні двигуни, сертифіковані під екологічні норми Євро-2, а з 2008 року — Євро-3. Серійний випуск моделей 3307 і 3308 з бензиновими двигунами ЗМЗ фактично був припинений в 2009 році, але зберігається їх обмежене виробництво під сертифіковані для держструктур спецверсії (наприклад, в 2010 році вироблено 406 од. ГАЗ-3307). З 2010 року середньотонажні вантажівки ГАЗ (4х2) оснащують переважно дизелем ММЗ Д-245.7 Е-3 (модель 3309), а повнопривідні (4х4) моделі 33081 «Садко» і 33086 «Земляк» — дизелем ММЗ Д-245.7 Е-2. У 2011 році можлива поява модифікацій з новими дизелями як російського виробництва — ЯМЗ-534, так і з китайським Cummins ISF.

## Модифікації
- ГАЗ-3306 — бортовий з дизелем 4,15 л ГАЗ-544.10 85 к.с. Вантажопідйомність 4,5 т, випускався в 1992—1995 роках.
  - ГАЗ-33061 — на агрегатах ГАЗ-52. Вантажопідйомність 2,5 т.
- ГАЗ-3307 — бортовий і шасі з карбюраторним двигуном 4,25 л ЗМЗ-511.10 (з 2008 — 4,67 л ЗМЗ-5231.10). Вантажопідйомність 4,5 т. Випуск в 1989—2012 роках.
  - ГАЗ-330701 — північний.
  - ГАЗ-330706 — експортний для країн з помірним кліматом.
  - ГАЗ-330707 — експортний для країн з тропічним кліматом.
  - ГАЗ-33072 — шасі для самоскидів.
  - ГАЗ-33073 — вантажно-пасажирське таксі. Бортова платформа аналогічна ГАЗ-66 — 11 зразка 1993 року.
  - ГАЗ-33074 — шасі для автобусів. Поставлялося з капотом і оперенням, але без кабіни. Двигун 4,25 л ЗМЗ-513.10.
  - ГАЗ-33075 — газобалонних на зрідженому газі. Двигун 4,25 л ЗМЗ-513.10. Серійно не випускався.
  - ГАЗ-33076 — газобалонних на стиснутому газі. Двигун 4,25 л ЗМЗ-513.10. Серійно не випускався.
  - ГАЗ-33078 — з дизелем 3,8 л Hino W04CT потужністю 136 к.с. Випущена невелика партія в 1992 році.
- ГАЗ-3308 «Садко» — повнопривідний (4х4). Двигун 4,25 л ЗМЗ-513.10 (4,67 л ЗМЗ-5231.10), бортова платформа аналагічна ГАЗ-33073.
  - ГАЗ-33081 «Садко» — з дизелем 4,75 л ММЗ Д-245.7. Прототип іменувався ГАЗ-33097 (ГАЗ-3309П).
  - ГАЗ-330811 «Вепр» (ГАЗ-3901) — вантажопасажирський з суцільнометалевим п'ятидверним кузовом.
  - ГАЗ-33082 «Садко» — з турбодизелем 3,2 л ГАЗ-562 І6.
  - ГАЗ-33085 «Земляк» — народногосподарський. Двоскатна задня ошиновка, колісні диски і бортова платформа аналогічні ГАЗ-3307. Вантажопідйомність 4 т. Виробництво в 2001—2012 роках.
  - ГАЗ-33086 «Земляк» — народногосподарський з дизелем 4,75 л ММЗ Д-245.7. Виробництво з 2005 року.
  - ГАЗ-33088 «Садко» — з дизелем 4,43 л ЯМЗ-53442. Випуск з 2013 року.
- ГАЗ-3309 — бортовий і шасі з дизелем 4,15 л ГАЗ-5441.10 116 к.с. Вантажопідйомність 4 т. Виробництво в 1995—2000 роках.
  - ГАЗ-3309 — бортовий і шасі з дизелем 4,75 л ММЗ Д-245.7. Виробництво з 2001 року.
  - ГАЗ-33091 — довгобазний.
  - ГАЗ-33092 — шасі для пожежних машин з дворядною кабіною.
  - ГАЗ-33094 — шасі для автобусів.
  - ГАЗ-33096 — з турбодизелем 3,8 л Cummins ISF3.8s3154.
  - ГАЗ-33097 — прототип ГАЗ-33081. Виготовлений в 1995 році.
  - ГАЗ-33098 — з дизелем 4,43 л ЯМЗ-53442. Випуск з 2013 року.
- ГАЗ-4301 — бортовий і шасі з дизелем 6,23 л ГАЗ-542.10 125 к.с. Перша промислова партія зібрана в квітні 1984 року. Виробництво в 1986—1996 роках.